# Prix Gérard-Mégie
Créé en 2005 et décerné par l'Académie des Sciences,  le prix Gérard Mégie est destiné à récompenser un chercheur, ou une équipe, sans distinction de nationalité, pour des travaux de recherche dans le domaine des sciences de l'atmosphère, de l'océan, de la cryosphère et de leurs interactions.  Créé en 2005, le prix est triennal et doté de 15 000 € (en 2020 : 5 000 €). Il porte le nom de Gérard Mégie, Président du CNRS et climatologue.

## Lauréats
- 2020 : Serge Planton, directeur du groupe de recherches climatiques de Météo-France au Centre national de recherches météorologiques (CNRS/CNRS Midi-Pyrénées/ Météo France)[2].
- 2017 : Sandrine Bony, directrice de recherche au CNRS au laboratoire de météorologie dynamique (LMD) à Sorbonne Université
- 2014 : Cathy Clerbaux, directrice de recherche au CNRS au Laboratoire atmosphères et observations spatiales (LATMOS) à Sorbonne Université
- 2011 : Claude Boutron, professeur de physique à l'université Joseph Fourier de Grenoble
- 2008 : Thierry Fichefet, Professeur en climatologie, Université catholique de Louvain
- 2006 : Édouard Bard, Professeur au Collège de France